# Cichogrąd
Cichogrąd (deutsch Mortzfeld) ist ein Ort in der polnischen Woiwodschaft Ermland-Masuren. Er gehört zur Gmina Olsztynek (Stadt- und Landgemeinde Hohenstein i. Ostpr.) im Powiat Olsztyński (Kreis Allenstein).

## Geographische Lage
Cichogrąd liegt westlich des Wemitter Sees (polnisch Jezioro Wymój) im Südwesten der Woiwodschaft Ermland-Masuren, 26 Kilometer östlich der einstigen Kreisstadt Osterode in Ostpreußen (polnisch Ostróda) bzw. 15 Kilometer südwestlich der heutigen Kreismetropole Olsztyn (deutsch Allenstein).

## Geschichte
Mortzfeld – vor 1785 Sensuttsche Neusaß, um 1785 Stille Grund, ab 12. Mai 1877 Sensutten und ab 11. Juli 1895 Mortzfeldt genannt – war bis 1945 eine zum Staatsforst Hohenstein gehörende Försterei. Am 12. Mai 1877 wurde das Grundstück Sensutten-Neusaß in die Landgemeinde Sensutten (polnisch Zezuty) im Amtsbezirk Manchengut (polnisch Mańki), Kreis Osterode in Ostpreußen, eingegliedert. Bis 1945 war Mortzfeld ein Wohnplatz der Gemeinde Sensutten.
Mit dem gesamten südlichen Ostpreußen kam Mortzfeld 1945 in Kriegsfolge zu Polen. Der Ort erhielt die polnische Namensform „Cichogrąd“ und ist mit Forsthaus und kleiner Waldsiedlung (polnisch Osada leśna) dem Schulzenamt (polnisch Sołectwo) Zezuty angeschlossen und somit eine Ortschaft innerhalb der Stadt- und Landgemeinde Olsztynek (Hohenstein i. Ostpr.) im Powiat Olsztyński, bis 1998 der Woiwodschaft Olsztyn, seither der Woiwodschaft Ermland-Masuren zugehörig. Am 26. Oktober 2020 zählte Cichogrąd 19 Einwohner.

## Kirche
Bis 1945 war Mortzfeld in die evangelische Kirche Manchengut (polnisch Mańki) in der Kirchenprovinz Ostpreußen der Kirche der Altpreußischen Union, außerdem in die römisch-katholische Kirche Hohenstein i. Ostpr. (polnisch Olszynek) eingepfarrt.
Heute gehört Cichogrąd zur römisch-katholischen St.-Nikolaus-Kirche Mańki, einer Filialkirche der Pfarrei Biesal (Biessellen) im Erzbistum Ermland, sowie zur evangelischen Kirchengemeinde Olsztynek, einer Filialgemeinde der Christus-Erlöser-Kirche Olsztyn in der Diözese Masuren der Evangelisch-Augsburgischen Kirche in Polen.

## Verkehr
Cichogrąd liegt ein wenig abgelegen vom Verkehrsgeschehen. Der Ort ist von Zezuty (Sensutten) und von Zezuj (Sensujen) aus über Landwegverbindungen erreichbar. Eine Bahnanbindung besteht nicht.